# Pravoberejni (Stàvropol)
|  | Per a altres significats, vegeu «Pravoberejni». |

Pravoberejni (en rus: Правобережный) és un poble (un possiólok) del krai de Stàvropol, a Rússia, que en el cens del 2010 tenia 107 habitants. Pertany al districte rural de Kurskaia.